# Droga R42 (Białoruś)
Droga R42 (biał. Дарога Р42) – droga o znaczeniu krajowym na Białorusi. Łączy Grodno z granicą z Litwą koło Druskienik.
Trasa w całości znajduje się w obwodzie grodzieńskim.